# Revillagigedo (otočje)
Revillagigedo (špa. Archipiélago de Revillagigedo) je otočje od četiri vulkanska otoka u istočnom dijelu središnjeg Pacifika. 
Otoci leže oko 386 km jugozapadno od najjužnije točke poluotoka Baja California u Meksiku i administrativno su dio meksičke savezne države Colima. Jedna su od tri otočne skupine Meksika čija osnova se ne nalazi u epikontinentalnom pojasu (ostale dvije otočne skupine su: Guadalupe i Rocas Alijos).
Ukupna površina otoka je 157,81 km². Najveći otok je Socorro s površinom od 132,06 km², slijede Clarión s 19,8 km², San Benedicto (5,94 km²) i Roca Partida sa svega 0,014 km² površine. Najviši vrh nalazi se na najvećem otoku i dostiže do 1.130 m nadmorske visine (Monte Everman). Preostala tri otoka su relativno niska (do 350 m). Neki vulkani su aktivni, od kojih su podsljednje zabilježene erupcije imali vulkan Bárcena 1953. (otok San Benedicto, na slici gore desno) i Socorro 1993. god.
Otoci se dijele na 3 unutarnja i jedan vanjski otok (Clarión). Otoci leže u vremenskim zonama između UTC-6 do UTC-8.
Otoke je otkrio pomorac Hernando de Grihalva 28. prosinca 1533. i dao im je ime Isla de los Inocentes. Kasnije su preimenovani po 53. vicekralju Nove Španjolske (1789.-1794.), drugom vojvodi od Revillagigeda, Don Juanu Vicenteu de Güemesu. Povijesno se vežu za meksičku saveznu državu Colima koja je 1861. god. na njima osnovala kažnjeničku koloniju. Otočje je danas pod izravnoj federalnom upravom države Meksiko.
Na otocima nema stalnih naselja. Jedino se na otoku Socorro nalazi mornarička baza s oko 250 članova vojske i njihovih obitelji i malena baza na Clariónu s 9 mornara.

## UNESCO-ova svjetska baština
Otoci nastanjuju brojne endemske vrste biljaka i životinja, zbog čega ih često nazivaju Mali Galapagos ili Mali Hawaii. Od 2008., otočje ima status specijalnog rezervata biosfere, a na UNESCO-ov popis mjesta svjetske baštine u Sjevernoj Americi je upisan 2016. godine kao iznimno bogato životno stanište divljih životinja, osobito morskih ptica, dok okolne vode obiluju velikim vodenim životinjama kao što su ražovke, morski psi, dupini i kitovi
Od studenoga 2017. god., otočje Revillagigedo je i pomorski rezervat i nacionalni park države Meksiko koji ima nadimak „Galapagos Sjeverne Amerike”.
Prema WWF-u, od 16 vrsta kopnenih ptica koje naseljavaju otočje, čak njih 14 su endemične, kao i jedna vrsta morskih ptica, ali i svi otočki kralježnjaci. Ovi zadnji su samo četiri vrste: bič-zmija (Masticophis anthonyi), noćna zmija (Hypsiglena unaocularis) i dvije vrste guštera iguanida (Urosaurus auriculatus i Urosaurus clarionensis). 
BirdLife International je prepoznao ovo otočje kao Važno ornitološko područje (Important Bird and Biodiversity Area, IBA) zbog endemičnih vrsta (kao što su Clarionska sova, Socorro grlica (Zenaida graysoni) i Clariónski strižić (Troglodytes tanneri)), ali i važnosti kao gnjezdilišta morskih ptica selica.
| ID       | Slika | Ime                  | Površina  | Koordinate                                      | Najviši vrh                     |
| -------- | ----- | -------------------- | --------- | ----------------------------------------------- | ------------------------------- |
| 1510-001 |       | Socorro (San Tomás)  | 5,94 km²  | 18°47′7″N 110°58′31″W / 18.78528°N 110.97528°W  | Mount (Cerro) Evermann (1130 m) |
| 1510-002 |       | Clarion (Santa Rosa) | 19,80 km² | 18°21′23″N 114°43′24″W / 18.35639°N 114.72333°W | Monte Gallegos (335 m)          |
| 1510-003 |       | San Benedicto        | 5,94 km²  | 19°18′12″N 110°48′58″W / 19.30333°N 110.81611°W | Bárcena (310 m)                 |
| 1510-004 |       | Roca Partida         | 0,014 km² | 18°59′51″N 112°03′57″W / 18.99750°N 112.06583°W | (34 m)                          |